# Мон-Бруйар
Мон-Бруйар (фр. Mont Brouillard) — вершина в горном массиве Монблан в Альпах в Италии в провинции Валле-д’Аоста высотой 4069 метров над уровнем моря. Первое восхождение на вершину совершили альпинисты Оскар Эккенштейн и Карл Блодиг с гидом Алессио Брочерелем 10 июля 1906 года. Мон-Бруйар входит в основной перечень вершин-четырёхтысячников Альп, составленный UIAA в 1994 году.

## Физико-географическая характеристика
Вершина Мон-Бруйар полностью расположена на территории Италии в провинции Валле-д’Аоста и является второстепенной вершиной массива Монблан. Мон-Бруйар расположена на южном гребне Монблана.
Абсолютная высота вершины Мон-Бруйар составляет 4069 метров над уровнем моря. Родительской вершиной по отношению к Мон-Бруйару является ещё одна вершина массива Монблан Пикко Луиджи Амедео высотой 4469 метров, которая расположена в 260 метрах к северу. Седловина двух вершин находится на высоте 4014 метров, таким образом, относительная высота вершины Мон-Бруйар составляет 55 метров. В 1994 году UIAA при составлении списка горных вершин-четырёхтысячников Альп поместил Мон-Бруйар в основной список, так как она удовлетворяла топографическому критерию. В списке UIAA Мон-Бруйар занимает 59 место по абсолютной высоте.

## История восхождений
Первое восхождение на Мон-Бруйар совершили альпинисты Оскар Эккенштейн и Карл Блодиг вместе с гидом Алессио Брочерелелем 10 июля 1906 года по северному гребню.
22 июля 1932 года первое восхождение по восточной стене Мон-Бруйара совершил шотландский альпинист Томас Грэм Браун с гидами Йозефом Кнубелем и Александером Гравеном.